# Metatron
Métatron (en hébreu מטטרון ou מיטטרון) est le nom d'un archange du monde divin selon la tradition juive. Il apparaît dans le Talmud, le midrash et surtout dans la littérature mystique juive où il est lié au patriarche biblique Hénoch.

## Origine
L'étymologie du nom « Métatron » est incertaine. Au moins neuf hypothèses ont pu être proposées sur son origine, en proposant des étymologies fondées sur le grec, le latin ou l'hébreu, mais  il n'existe pas de consensus scientifique à ce sujet,. Parmi les explications les plus répandues, une hypothèse fait dériver Métatron de l’expression meta-tronos, c'est-à-dire « l’assistant du trône » en grec. Cette explication met en avant la proximité de Métatron avec le trône divin, objet de spéculation dans la tradition mystique juive. Une autre proposition le relie au latin metator, c'est-à-dire « le mesureur ». Ce terme appartient au vocabulaire militaire romain et désigne un officier qui précède l'armée pour mesurer l'emplacement du camp. Cette fonction de Métatron pourrait provenir de l'identification avec l'ange tenant un cordeau dans la vision du livre de Zacharie (Zacharie 2,6). Selon Gershom Scholem, il est possible que le nom Métatron n'ait pas de signification particulière. Il est possible que Métatron soit construit de manière symbolique (redoublement de la lettre t, terminaison en ron) et que ses syllabes ne soient pas porteuses de sens.
En dehors de la tradition juive, Métatron figure dans des sceaux mandéens, une religion dévouée à Jean-Baptiste.

## Littérature rabbinique
Métatron apparaît brièvement dans la littérature talmudique. Selon le Talmud de Babylone (Sanhédrin 38b), il est identifié à l'ange envoyé par Dieu pour guider les Israélites dans le désert (Exode 23,20). Le recours à Métatron permet aussi d'expliquer un passage d'Exode 24,1 « il avait dit à Moïse : monte vers le Seigneur ». Si c'est Dieu qui parle à Moïse, le texte aurait dû dire « monte vers moi ». Selon Rachi, c'est ici Métatron qui s'adresse à Moïse et lui demande de monter vers Dieu. Selon Nahmanide, c'est Dieu qui parle et qui demande à Moïse de monter vers Métatron. Dans le traité Haguiga 14a, le sage Elisha ben Avouya (Ier siècle) bascule dans l'hérésie après une vision extatique où il voit Métatron siégeant sur un trône et jugeant le monde, contrairement aux autres anges qui se tiennent debout. Il en déduisit que Dieu n'est pas seul et qu'il existe deux puissances dans le ciel. Une description analogue figure au chapitre 16 de 3 Hénoch. La littérature rabbinique tend à rabaisser la figure de Métatron. Il est fustigé pour ne pas s'être levé devant Elisha. Cette tendance peut s'expliquer par la volonté d'écarter le risque d'une identification de Métatron à une divinité et de tomber dans l'hérésie justement reprochée à Elisha ben Avouya.
Métatron est souvent associé au sar ha-panim (le « Prince de la Face » en hébreu), ce qui signifie qu'il se tient face à Dieu, par opposition aux puissances qui se tiennent à ses côtés ou derrière lui. À ce titre, il est l'objet d'une prière récitée pendant Roch Hachana (Yom Terouah) : « Puisse être Ta Volonté que la sonnerie du chofar, que nous faisons, soit brodée dans le voile du Messager Messie, comme Tu l'as accepté par EliYah, de mémoire bénie et par Yeshoua, le Prince de la Face et Celui qui est assis sur le trône d'Elohim. Puisses-Tu être rempli de compassion envers nous. Tu es Digne d'éloges, Seigneur de compassion. »
Il peut aussi être associé au sar ha-olam (le « Prince du Monde »), selon un midrash obscur qui lui prête vraisemblablement les pouvoirs d'un démiurge.
Dans le Targoum du Pseudo-Jonathan, Métatron est décrit comme le « grand scribe » du ciel (sur Genèse 5.24) et comme un initié aux mystères de la Torah (sur Deutéronome 34.6).  Dans le midrash Nombres Rabba, il est le grand prêtre du Temple céleste, responsable des âmes des Justes.

## Littérature mystique
La principale description de Métatron apparaît dans la littérature mystique juive. Le livre 3 Hénoch (Ve – VIe siècle environ) décrit la transformation du patriarche biblique Hénoch en Métatron, après quoi il guide Rabbi Ishmael à travers les mondes célestes.

### Sources
- (en) Joseph Dan, « Metatron », dans R. J. Zwi Werblowsky et Geoffrey Wigoder (dir.), The Oxford Dictionary of the Jewish Religion, Oxford University Press, 1997 (ISBN 978-0195086058)
- (en) Andrei A. Orlov, Enoch-metatron Tradition, Mohr Siebeck, coll. « Texts and Studies in Ancient Judaism », 2005, 383 p. (ISBN 978-3-16-148544-2, lire en ligne)
- Charles Mopsik, Le Livre hébreu d’Hénoch ou Livre des Palais, Verdier, coll. « Les Dix Paroles », 1989 (ISBN 2-86432-088-6)